# Eşref Apak
Eşref Apak (Kalecik, 3 de janeiro de 1982) é um arremessador de martelo da Turquia. Nos Jogos Olímpicos de Verão de 2004, Apak herdou uma medalha de bronze devido ao doping do primeiro colocado, o húngaro Adrián Annus. Sua melhor marca é de 81,45 metros, conquistada em 2005.